# SN 2010ci
SN 2010ci – supernowa odkryta 12 kwietnia 2010 roku w galaktyce A075258+0529. W momencie odkrycia miała maksymalną jasność 17,70m.